# Alfeldsches Haus (Neckarelz)

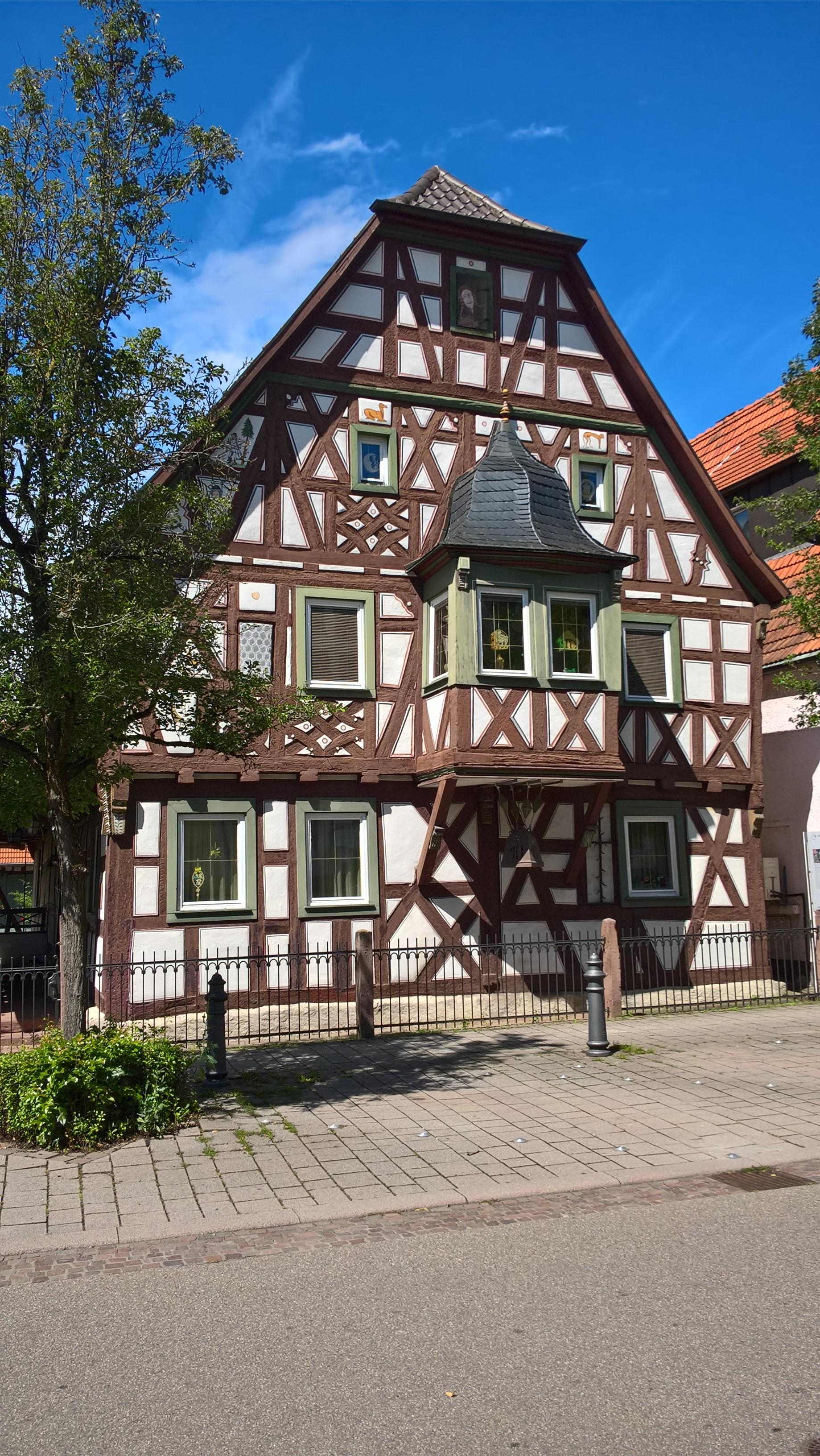
Alfeldsches Haus in Neckarelz

Das Alfeldsche Haus in der Ortsmitte von Neckarelz, einem Stadtteil der Großen Kreisstadt Mosbach im Neckar-Odenwald-Kreis im nördlichen Baden-Württemberg, ist ein historisches Fachwerkhaus. Seinen Namen trägt es nach der Familie Alfeld, die den zum Haus gehörenden Bauernhof lange bewirtschaftete.

## Geschichte
Das Haus gehörte lange Zeit der Familie Alfeld, die zwischen 1861 und 1918 zwei Bürgermeister von Neckarelz stellte. Besondere Bedeutung erlangte Emil Alfeld (1900–1961), der als singender Bauer bekannt wurde, aber auch den zum Gebäude gehörigen Bauernhof bewirtschaftete, wo er ausgehend von landwirtschaftlichen Tätigkeiten zahlreiche Erfindungen machte. Neben einer Vorrichtung zur automatischen Entmistung des Viehstalls sowie einer motorisierten Hängebahn zum Heutransport hat er vor allem auch ein Dach für Traktoren erfunden. Er war Berater verschiedener Landmaschinenfirmen und sein Bauernhof wurde zum Ziel von anderen Landwirten, die den technisierten Betrieb besichtigen wollten. Für seine Erfindungen wurde Emil Alfeld 1951 von der Uni Kiel mit dem Justus-von-Liebig-Preis ausgezeichnet.
Das Haus kam später in den Besitz des Mosbacher Ofenbauers Klaus Stecher, der es 1987 mitsamt Scheune und Ställen renoviert hat. Dabei wurde insbesondere auch das Fachwerk des Gebäudes freigelegt. Mit dem markanten Erker und seinem schmucken Fachwerk prägt das Gebäude den heutigen Neckarelzer Marktplatz. Vor dem Gebäude hat der Heimatverein Neckarelz e. V. eine Tafel errichtet, die über die Geschichte des Hauses informiert.